# Podział administracyjny Hiszpanii

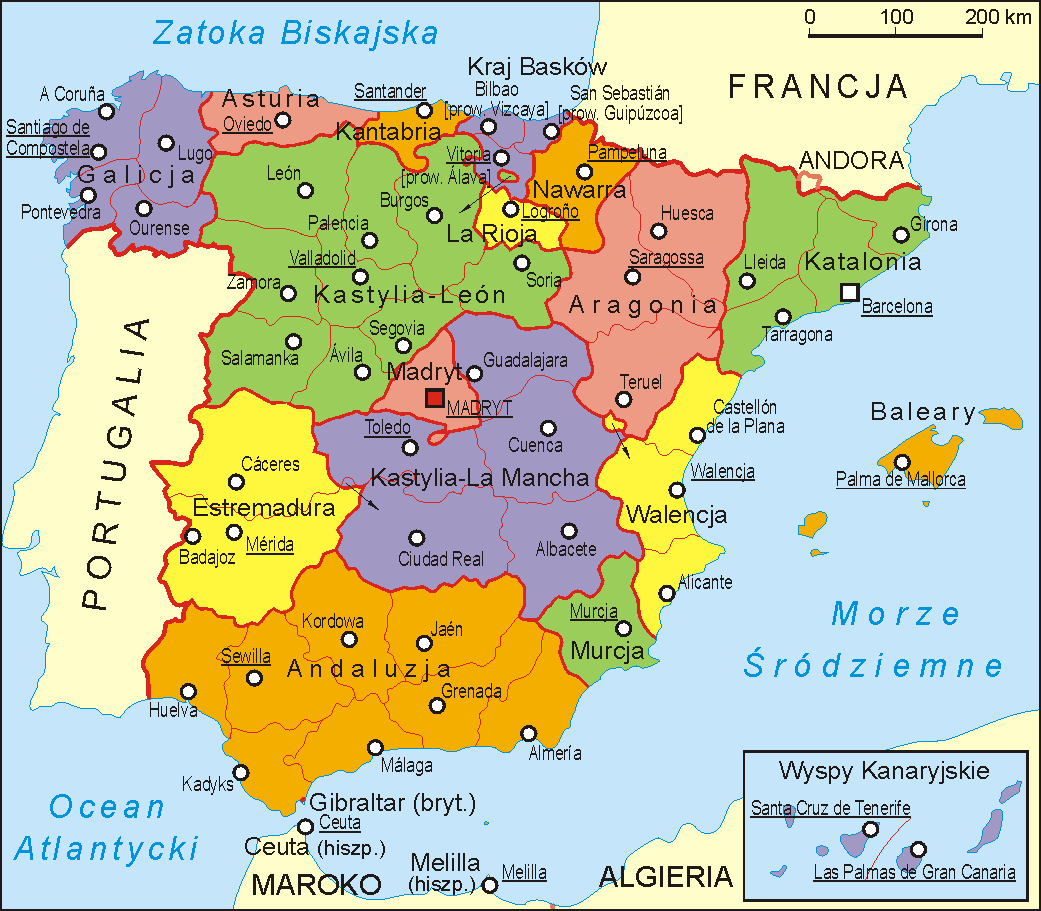
Podział administracyjny Hiszpanii

Hiszpania dzieli się na 50 prowincji (provincias), w skład których wchodzi z kolei ponad 8000 podstawowych jednostek administracyjnych – gmin (municipios).
Prowincje mają prawo tworzyć dobrowolne związki w postaci wspólnot autonomicznych. Z prawa tego skorzystały wszystkie prowincje, przy czym niektóre z nich tworzą samodzielne wspólnoty. Obecnie liczba wspólnot autonomicznych wynosi 17.
W ramach prowincji wyspiarskich istnieje dodatkowy podział na poszczególne wyspy. Pozostałe prowincje mogą, ale nie muszą, dzielić się na jednostki niższego rzędu (pośredniego między gminą a prowincją). Określa się je mianem comarek lub mancomunidades de municipios. Sporadycznie obszar comarki może obejmować  gminy wchodzące w skład różnych prowincji.
Posiadłości hiszpańskie w Afryce – Ceuta i Melilla – istnieją poza podziałem na prowincje. Są one administrowane bezpośrednio z Madrytu, przy czym ich samorząd posiada więcej kompetencji niż zwykła gmina. Status ten określa się mianem miast autonomicznych (ciudades autónomas).
Obecna pięćdziesięcioprowincjowa struktura jest oparta (z niewielkimi zmianami) na stworzonej w 1833 r. przez Javiera de Burgosa. Wspólnotami zaliczanymi do prowincji autonomicznych ze względów historycznych, mimo ich pojedynczego składu są: Asturia, Kantabria, La Rioja, Baleary, Madryt, Murcja i Nawarra.

## Lista wspólnot i prowincji w Hiszpanii
| Nazwa Nazwa lokalna                                                                                   | Stolica | Prowincja                                          | Stolica                                                 |
| --- | --- | -------------------------------------------------- | ------------------------------------------------------- |
| Andaluzja Hiszp. Andalucía                                                                            | Sewilla (Rząd, Parlament i Rzecznik) Hiszp. Sevilla Grenada (Sąd Najwyższy) Hiszp. Granada                             | Almería                                            | Almería                                                 |
| Andaluzja Hiszp. Andalucía                                                                            | Sewilla (Rząd, Parlament i Rzecznik) Hiszp. Sevilla Grenada (Sąd Najwyższy) Hiszp. Granada                             | Kadyks                                             | Kadyks Hiszp. Cádiz                                     |
| Andaluzja Hiszp. Andalucía                                                                            | Sewilla (Rząd, Parlament i Rzecznik) Hiszp. Sevilla Grenada (Sąd Najwyższy) Hiszp. Granada                             | Kordoba                                            | Kordoba Hiszp. Córdoba                                  |
| Andaluzja Hiszp. Andalucía                                                                            | Sewilla (Rząd, Parlament i Rzecznik) Hiszp. Sevilla Grenada (Sąd Najwyższy) Hiszp. Granada                             | Grenada                                            | Grenada                                                 |
| Andaluzja Hiszp. Andalucía                                                                            | Sewilla (Rząd, Parlament i Rzecznik) Hiszp. Sevilla Grenada (Sąd Najwyższy) Hiszp. Granada                             | Huelva                                             | Huelva                                                  |
| Andaluzja Hiszp. Andalucía                                                                            | Sewilla (Rząd, Parlament i Rzecznik) Hiszp. Sevilla Grenada (Sąd Najwyższy) Hiszp. Granada                             | Jaén                                               | Jaén                                                    |
| Andaluzja Hiszp. Andalucía                                                                            | Sewilla (Rząd, Parlament i Rzecznik) Hiszp. Sevilla Grenada (Sąd Najwyższy) Hiszp. Granada                             | Malaga                                             | Malaga                                                  |
| Andaluzja Hiszp. Andalucía                                                                            | Sewilla (Rząd, Parlament i Rzecznik) Hiszp. Sevilla Grenada (Sąd Najwyższy) Hiszp. Granada                             | Sewilla                                            | Sewilla Hiszp. Sevilla                                  |
| Aragonia Hiszp. Aragón Ar. Aragón                                                                     | Saragossa Hiszp. Zaragoza                                                                                              | Huesca Ar. Uesca                                   | Huesca Ar. Uesca                                        |
| Aragonia Hiszp. Aragón Ar. Aragón                                                                     | Saragossa Hiszp. Zaragoza                                                                                              | Teruel Ar. Tergüel                                 | Teruel Ar. Tergüel                                      |
| Aragonia Hiszp. Aragón Ar. Aragón                                                                     | Saragossa Hiszp. Zaragoza                                                                                              | Saragossa Hiszp. Zaragoza                          | Saragossa Hiszp. Zaragoza                               |
| Asturia (Księstwo Asturii): Hiszp. Principado de Asturias Ast. Principáu d'Asturies                   | Oviedo Hiszp. Oviedo Ast. Uviéu                                                                                        | Asturia Hiszp. Asturias Ast. Asturies              | Oviedo Ast. Uviéu                                       |
| Baleary Hiszp. Islas Baleares Katal. Illes Balears (język oficjalny)                                  | Palma de Mallorca Hiszp. Palma de Mallorca Katal. Palma (język oficjalny)                                              | Baleary Hiszp. Islas Baleares Katal. Illes Balears | Palma de Mallorca Hiszp. Palma de Mallorca Katal. Palma |
| Kraj Basków Hiszp. País Vasco, Comunidad Autónoma Vasca Bask. Euskadi, Euskal Autonomi Erkidegoa      | Vitoria Hiszp. Vitoria Bask.Vitoria-Gasteiz (nazwa oficjalna), Gasteiz (nazwa historyczna) Vitoria (nazwa historyczna) | Araba Hiszp. Álava Bask. Araba                     | Hiszp. Vitoria Bask. Gasteiz                            |
| Kraj Basków Hiszp. País Vasco, Comunidad Autónoma Vasca Bask. Euskadi, Euskal Autonomi Erkidegoa      | Vitoria Hiszp. Vitoria Bask.Vitoria-Gasteiz (nazwa oficjalna), Gasteiz (nazwa historyczna) Vitoria (nazwa historyczna) | Gipuzkoa Hiszp. Guipúzcoa Bask. Gipuzkoa           | Hiszp. San Sebastián Bask. Donostia                     |
| Kraj Basków Hiszp. País Vasco, Comunidad Autónoma Vasca Bask. Euskadi, Euskal Autonomi Erkidegoa      | Vitoria Hiszp. Vitoria Bask.Vitoria-Gasteiz (nazwa oficjalna), Gasteiz (nazwa historyczna) Vitoria (nazwa historyczna) | Biskaja Hiszp. Vizcaya Bask. Bizkaia               | Bilbao Hiszp. Bilbao Bask. Bilbo                        |
| Wyspy Kanaryjskie Hiszp. Islas Canarias                                                               | Santa Cruz de Tenerife/ Las Palmas de Gran Canaria                                                                     | Santa Cruz de Tenerife                             | Santa Cruz de Tenerife                                  |
| Wyspy Kanaryjskie Hiszp. Islas Canarias                                                               | Santa Cruz de Tenerife/ Las Palmas de Gran Canaria                                                                     | Las Palmas                                         | Las Palmas de Gran Canaria                              |
| Kantabria                                                                                             | Santander | Kantabria                                          | Santander                                               |
| Kastylia-La Mancha Hiszp. Castilla-La Mancha                                                          | Toledo (Rząd i Parlament) Albacete (Sąd Najwyższy i Rzecznk)                                                           | Albacete                                           | Albacete                                                |
| Kastylia-La Mancha Hiszp. Castilla-La Mancha                                                          | Toledo (Rząd i Parlament) Albacete (Sąd Najwyższy i Rzecznk)                                                           | Ciudad Real                                        | Ciudad Real                                             |
| Kastylia-La Mancha Hiszp. Castilla-La Mancha                                                          | Toledo (Rząd i Parlament) Albacete (Sąd Najwyższy i Rzecznk)                                                           | Cuenca                                             | Cuenca                                                  |
| Kastylia-La Mancha Hiszp. Castilla-La Mancha                                                          | Toledo (Rząd i Parlament) Albacete (Sąd Najwyższy i Rzecznk)                                                           | Guadalajara                                        | Guadalajara                                             |
| Kastylia-La Mancha Hiszp. Castilla-La Mancha                                                          | Toledo (Rząd i Parlament) Albacete (Sąd Najwyższy i Rzecznk)                                                           | Toledo                                             | Toledo                                                  |
| Kastylia i León Hiszp. Castilla y León Leo. Castiella y Llión                                         | Valladolid (Rząd i Parlament) Burgos (Sąd Najwyższy) León Leo. Llión (Rzecznik)                                        | Ávila                                              | Ávila                                                   |
| Kastylia i León Hiszp. Castilla y León Leo. Castiella y Llión                                         | Valladolid (Rząd i Parlament) Burgos (Sąd Najwyższy) León Leo. Llión (Rzecznik)                                        | Burgos                                             | Burgos                                                  |
| Kastylia i León Hiszp. Castilla y León Leo. Castiella y Llión                                         | Valladolid (Rząd i Parlament) Burgos (Sąd Najwyższy) León Leo. Llión (Rzecznik)                                        | León Leo. Llión                                    | León Leo. Llión                                         |
| Kastylia i León Hiszp. Castilla y León Leo. Castiella y Llión                                         | Valladolid (Rząd i Parlament) Burgos (Sąd Najwyższy) León Leo. Llión (Rzecznik)                                        | Palencia                                           | Palencia                                                |
| Kastylia i León Hiszp. Castilla y León Leo. Castiella y Llión                                         | Valladolid (Rząd i Parlament) Burgos (Sąd Najwyższy) León Leo. Llión (Rzecznik)                                        | Salamanka Leo. Salamanca                           | Salamanka Leo. Salamanka                                |
| Kastylia i León Hiszp. Castilla y León Leo. Castiella y Llión                                         | Valladolid (Rząd i Parlament) Burgos (Sąd Najwyższy) León Leo. Llión (Rzecznik)                                        | Segovia                                            | Segovia                                                 |
| Kastylia i León Hiszp. Castilla y León Leo. Castiella y Llión                                         | Valladolid (Rząd i Parlament) Burgos (Sąd Najwyższy) León Leo. Llión (Rzecznik)                                        | Soria                                              | Soria                                                   |
| Kastylia i León Hiszp. Castilla y León Leo. Castiella y Llión                                         | Valladolid (Rząd i Parlament) Burgos (Sąd Najwyższy) León Leo. Llión (Rzecznik)                                        | Valladolid                                         | Valladolid                                              |
| Kastylia i León Hiszp. Castilla y León Leo. Castiella y Llión                                         | Valladolid (Rząd i Parlament) Burgos (Sąd Najwyższy) León Leo. Llión (Rzecznik)                                        | Zamora Leo. Zamora                                 | Zamora Leo. Zamora                                      |
| Katalonia Hiszp. Cataluña Katal. Catalunya (Nazwa oficjalna)                                          | Barcelona | Barcelona                                          | Barcelona                                               |
| Katalonia Hiszp. Cataluña Katal. Catalunya (Nazwa oficjalna)                                          | Barcelona | Hiszp. Gerona Katal. Girona (nazwa oficjalna)      | Hiszp. Girona Katal. Girona (nazwa oficjalna)           |
| Katalonia Hiszp. Cataluña Katal. Catalunya (Nazwa oficjalna)                                          | Barcelona | Hiszp. Lérida Katal. Lleida (nazwa oficjalna)      | Hiszp. Lérida Katal. Lleida (nazwa oficjalna)           |
| Katalonia Hiszp. Cataluña Katal. Catalunya (Nazwa oficjalna)                                          | Barcelona | Tarragona                                          | Tarragona                                               |
| Estremadura Hiszp. Extremadura                                                                        | Mérida | Badajoz                                            | Badajoz                                                 |
| Estremadura Hiszp. Extremadura                                                                        | Mérida | Cáceres                                            | Cáceres                                                 |
| Galicja Hiszp. Galicia Gal. Galicia, Galiza                                                           | Santiago de Compostela (Rząd, Parlament i Rzecznik) Corunna (Sąd Najwyższy) Hiszp. La Coruña Gal.A Coruña              | A Coruña Hiszp. La Coruña Gal. A Coruña            | A Coruña Hiszp. La Coruña Gal. A Coruña                 |
| Galicja Hiszp. Galicia Gal. Galicia, Galiza                                                           | Santiago de Compostela (Rząd, Parlament i Rzecznik) Corunna (Sąd Najwyższy) Hiszp. La Coruña Gal.A Coruña              | Lugo                                               | Lugo                                                    |
| Galicja Hiszp. Galicia Gal. Galicia, Galiza                                                           | Santiago de Compostela (Rząd, Parlament i Rzecznik) Corunna (Sąd Najwyższy) Hiszp. La Coruña Gal.A Coruña              | Hiszp. Orense Gal.Ourense                          | Hiszp. Orense Gal.Ourense                               |
| Galicja Hiszp. Galicia Gal. Galicia, Galiza                                                           | Santiago de Compostela (Rząd, Parlament i Rzecznik) Corunna (Sąd Najwyższy) Hiszp. La Coruña Gal.A Coruña              | Pontevedra                                         | Pontevedra                                              |
| La Rioja                                                                                              | Logroño | La Rioja                                           | Logroño                                                 |
| Madryt (Wspólnota Madrytu)                                                                            | Madryt Hiszp. Madrid                                                                                                   | Madryt                                             | Madryt                                                  |
| Murcja (Region Murcji) Hiszp. Región de Murcia                                                        | Murcja (Rząd, Rzecznik, Sąd Najwyższy) Kartagena (Parlament)                                                           | Murcja                                             | Murcja                                                  |
| Nawarra Hiszp. Comunidad Foral de Navarra Bask. Nafarroako Foru Komunitatea                           | Pampeluna Hiszp. Pamplona Bask. Iruña                                                                                  | Nawarra Hiszp. Navarra Bask. Nafarroa              | Pamplona Hiszp. Pamplona Bask. Iruña                    |
| Walencja (Wspólnota Walencka) Hiszp. Comunidad Valenciana Wal. Comunitat Valenciana (nazwa oficjalna) | Walencja Hiszp. Valencia Wal. València                                                                                 | Hiszp. Alicante Wal. Alacant                       | Hiszp. Alicante Wal. Alacant                            |
| Walencja (Wspólnota Walencka) Hiszp. Comunidad Valenciana Wal. Comunitat Valenciana (nazwa oficjalna) | Walencja Hiszp. Valencia Wal. València                                                                                 | Hiszp. Castellón Wal. Castelló                     | Hiszp. Castellón de la Plana Wal. Castelló de la Plana  |
| Walencja (Wspólnota Walencka) Hiszp. Comunidad Valenciana Wal. Comunitat Valenciana (nazwa oficjalna) | Walencja Hiszp. Valencia Wal. València                                                                                 | Walencja Hiszp. Valencia Wal. València             | Walencja Hiszp. Valencia Wal. València                  |